# Бабак Рената Володимирівна
Рена́та Володи́мирівна Баба́к (нар. 4 лютого 1934 — пом. 31 грудня 2003) — українська та американська оперна та концертно-камерна співачка (мецо-сопрано), вокальна педагогиня; солістка Львівської опери та московського Великого театру; викладачка Вашингтонської консерваторії.

## Життєпис
Народилася 4 лютого 1934 року у Харкові, в Українській РСР (тепер — обласний центр України), у родині військового інженера, Володимира Бабака, та лікарки, Поліни Бабак. Мама любила співати, мала колористий і чистий голос.
Мала брата, який став хіміком, і молодшу сестру, яка стала інженеркою.
У ранні дитячі роки і юнацтві літо проводила у бабусі на Луганщині, збирала з нею гриби. Часто бувала з обома своїми дідусями на пасіці. 
Із 1955 по 1959 рік навчалася в Ленінградській консерваторії, клас Ольги Мшанської. На третьому курсі стала солісткою Ленінградського оперного театру.
Із 1959 по 1961 рік навчалася у Київській консерваторії, клас Дометія Євтушенка. 
У 1961 році дебютувала на сцені Київського оперного театру в опері «Кармен». Після дебюту запрошена до Львівського оперного театру, де співала головні партії з 1961 по 1963 рік.
Взяла участь у конкурсі солістів, який проводив московський Великий театр — і перемогла 160 конкурентів. Із грудня 1963 по 1973 рік співала на сцені Великого театру у Москві, з яким гастроювала в Польщі, Угорщині, Фінляндії, Болгарії, Східній Німеччині, Італії. За роки роботи у Москві стала примадонною театру.
У 1973 році, під час виступів оперної групи в театрі Ла Скала, в Мілані, втекла в готелю в перуці і темних окулярах. В Італії запросила політичного притулку та вісім місяців переховувалася від КДБ у італійських горах. 
У 1974 році — емігрувала до Канади і два роки переховувалася.
У 1975 році успішно дебютувала у нью-йоркському Карнеґі-холі. Переїхала до США, в Нью-Йорк, а згодом — до Вашингтона.
Про втечу із СРСР казала таке:
|  | За мого життя в Радянському Союзі, а особливо за останніх 10 років праці у Великому театрі, я бачила велику несправедливість до українців узагалі, а до українських мистців зокрема. Я бачила, як радянський режим стримує розвиток мистецтва українців і інших народів, як митці попадали в неласку за саме намагання проявити щось, що не зовсім відповідало офіціяльній лінії... Розуміючи, що мистець мусить бути у першу чергу вільною людиною, щоб могти якнайкраще віддзеркалювати мистецтво, особливо мистецтво свого народу, якому кожний з нас мусів би служити, я знала, що вихід у мене з цього становища був тільки один — мені потрібна була тільки нагода. |

Із 1980 року — професор оперного відділення Вашингтонської консерваторії. 18 років була деканом оперного факультету Вашингтонської консерваторії та оперної студії, де поставили кілька опер: 
- «Запорожець за Дунаєм» (Семена Гулака-Артемовського)
- «Кармен» (Жоржа Бізе)
- «Гензель і Гретель» (Енгельберта Гумпердінка)
- «Євгеній Онєгін» (Петра Чайковського)
- сцени з опери Джорджа Гершвіна

До 1986 року продовжувала вокальну діяльність. Виступала солісткою американських симфонічних оркестрів, у Вашингтонській національній опері. Здійснила концертний тур Європою. У 1975 році взяла участь у добродійному концерті у місті Детройт для фінансової підтримки Кафедри українознавчих студій при Гарвардському університеті. У 1981 році — у 19-ому Музичному фестивалі Shenandoah Valley (місто Оркні Спрінгс, штат Вірджинія, США) у супроводі симфонічного оркестру Ферфакс.
У 1988 році взяла участь у святкуваннях Тисячоліття Хрещення України-Руси у Вашингтоні.
Померла 31 грудня 2003 року через рак підшлункової залози у своєму будинку в Сілвер-Спринг, в передмісті Вашингтона.

## Творчість
На сцені дебютувала у 1958 році, успішно виконавши партію Княгині з опери «Русалка» Олександра Даргомижського.
Усього виконала 50 оперних партій, з яких 30 — першого плану. В оперних аріях демонструвала силу, техніку і драматичність свого голосу, який поєднував багато протилежних факторів — сильне легато, м'які грудні ноти, високу колоратурну вмілість та дзвін верхніх регістрів.
Під час концертів у США і Канаді пропагувала творчість українських (Дмитра Бортнянського, Миколи Лисенка, Якова Степового, Платона Майбороди, Владислава Заремби, Лесі Дичко) та зарубіжних композиторів, композиторів діаспори, народні пісні. 
Записала дві платівки в фірмах «Golden Age Recording» і «Gerald Lewis Recording».
Співала українською, німецькою, англійською та російською мовами.

### Партії
- Кармен («Кармен»)
- Еболі («Дон Карлос»).
- Амнеріс («Аїда»)
- Шарлотта («Вертер»)
- Ортруда («Лоенґрін»)
- Одарка і Оксана («Запорожець за Дунаєм»)
- Наталка («Наталка Полтавка»)
- Азучена («Трубадур»)
- Гермія («Сон в літню ніч»)
- Леонора («Сила долі»)
- Лаура («Джоконда»)
- Маддалена («Ріголетто»)
- Сантуцца («Сільська честь»)
- Отрок («Сказання про невидимий град Кітеж»)
- Любов («Мазепа»)
- Любаша («Царева наречена»)
- Ткачиха («Казка про царя Салтана»)
- Марина («Борис Годунов»)
- Марфа («Хованщина»)
- Ольга («Євгеній Онєгін»)
- Ратмир («Руслан і Людмила»)
- Поліна і Графиня («Винова краля»)
- Кончаківна («Князь Ігор»)
- Ульріка («Бал-маскарад»)

## Особисте життя
Батьки були родом зі слобідських козаків.
Має доньку, Наталію Кузьміну, і двох онуків.